# Síla kyselin
Síla kyselin vyjadřuje jejich tendenci odštěpit vodíkový kationt H+. Tato reakce se nazývá disociace, silná kyselina se ve vodném roztoku disociuje zcela a slabá kyselina se naopak disociuje jen částečně. Disociace kyselin a zásad v roztocích vede k ustavení protolytické rovnováhy.
Sílu kyseliny definuje její disociační konstanta. Je to rovnovážná konstanta charakterizující protolytickou rovnováhu v roztoku a nazývá se disociační konstanta kyseliny KA.
Síla kyseliny se vždy vztahuje na vodné roztoky kyseliny, nikoliv na čisté látky. Kyseliny disociované ve vodných roztocích vytvářejí elektrolyty.

## Reaktivita kyselin
Pokud se čistá kyselina rozpouští ve vodě, disociuje a vytváří kyselý roztok. Tato reakce, kdy kyselina uvolňuje svůj proton a přenáší jej na bázi, se nazývá protolýza. Reakcí vznikne kladně nabitý kationt oxonia a záporně nabitý aniont odpovídající bázi kyseliny:
kyselina + H2O ⇌ H3O+ + báze
nebo
HA + H2O ⇌ H3O+ + A−

## Hodnoty pKAa pKB
Disociace kyselin a zásad v roztocích vede k ustavení protolytické rovnováhy. Rovnovážné konstanty charakterizující tuto protolytickou rovnováhu se nazývají disociační konstanta kyseliny pKA nebo disociační konstanta zásady pKB.
Mezi hodnotami pKA a pKB (tedy hodnotami pH) platí vztah pKA + pKB = 14. Nízká hodnota pKA odpovídá silným kyselinám (pKA < 2), vyšší slabým (5 < pKA < 9) a vysoká velmi slabým (pKA > 10).
| Síla kyseliny | pKA   | Kyselina + H2O ⇌ H3O+ + báze | Kyselina + H2O ⇌ H3O+ + báze | pKB   | Báze          |
| ------------- | ----- | ---------------------------- | ---------------------------- | ----- | ------------- |
| velmi silná   | −10   | HClO4                        | ClO4−                        | 24    | velmi slabá   |
| velmi silná   | −10   | HI                           | I−                           | 24    | velmi slabá   |
| velmi silná   | −8,7  | HBr                          | Br−                          | 22,70 | velmi slabá   |
| velmi silná   | −6    | HCl                          | Cl−                          | 20    | velmi slabá   |
| velmi silná   | −3    | H2SO4                        | HSO4−                        | 17    | velmi slabá   |
| velmi silná   | −1,32 | HNO3                         | NO3−                         | 15,32 | velmi slabá   |
| silná         | 0,00  | H3O+                         | H2O                          | 14,00 | slabá         |
| silná         | 1,92  | HSO4−                        | SO42−                        | 12,08 | slabá         |
| silná         | 2,13  | H3PO4                        | H2PO4−                       | 11,87 | slabá         |
| silná         | 2,22  | [Fe(H2O)6]3+                 | [Fe(OH)(H2O)5]2+             | 11,78 | slabá         |
| silná         | 3,14  | HF                           | F−                           | 10,86 | slabá         |
| silná         | 3,75  | HCOOH                        | HCOO−]                       | 10,25 | slabá         |
| středně silná | 4,75  | CH3COOH                      | CH3COO−                      | 9,25  | středně silná |
| středně silná | 4,85  | [Al(H2O)6]3+                 | [Al(OH)(H2O)5]2+             | 9,15  | středně silná |
| středně silná | 6,52  | H2CO3                        | HCO3−                        | 7,48  | středně silná |
| středně silná | 6,92  | H2S                          | HS−                          | 7,08  | středně silná |
| středně silná | 7,20  | H2PO4−                       | HPO42−                       | 6,80  | středně silná |
| slabá         | 9,25  | NH4+                         | NH3                          | 4,75  | silná         |
| slabá         | 9,40  | HCN                          | CN−                          | 4,60  | silná         |
| slabá         | 10,40 | HCO3−                        | CO32−                        | 3,60  | silná         |
| slabá         | 12,36 | HPO42−                       | PO43−                        | 1,64  | silná         |
| slabá         | 13,00 | HS−                          | S2−                          | 1,00  | silná         |
| slabá         | 14,00 | H2O                          | OH−                          | 0,00  | silná         |
| velmi slabá   | 15,90 | CH3CH2-OH                    | CH3-CH2-O−                   | −1,90 | velmi silná   |
| velmi slabá   | 23    | NH3                          | NH2−                         | −9    | velmi silná   |
| velmi slabá   | 48    | CH4                          | CH3−                         | −34   | velmi silná   |

## Anorganické kyseliny
Velmi silnými anorganickými kyselinami jsou hlavně halogenidy vodíku, jako je kyselina chlorovodíková (chlorovodík HCl), kyselina bromovodíková (bromovodík HBr) a kyselina jodovodíková (jodovodík HI). Silnými kyselinami jsou i kyseliny obsahující kyslík, jako je kyselina chloristá (HClO4), kyselina sírová (H 2SO4) a kyselina dusičná (HNO3).

## Organické kyseliny
Organické kyseliny jsou klasifikovány podle svých funkčních skupin. Nejznámější skupinou jsou karboxylové kyseliny. Ty jsou obvykle spíše středně silné. Pokud obsahují halogenidy, pak jsou to silné kyseliny. Kyselina octová CH3COOH má hodnotou pKA = 4,75.